# 渡邊亮仁
渡邊 亮仁（わたなべ りょうじ、1998年7月31日 - ）は、日本の元子役。エヌ・エー・シーに所属していた。

## 出演

### テレビ
- その時歴史が動いた「響け 希望の歌声〜戦後初の流行歌『リンゴの唄』〜」（2006年5月17日、NHK総合）
- 大阪ほんわかテレビ（読売テレビ）
- なにわ人情コメディ 横丁へよ〜こちょ!（朝日放送）

### オリジナルビデオ
- 超忍者隊イナズマ!!SPARK（2007年7月21日、東映ビデオ） - ハヤテ（幼少期） 役

### 舞台
- 北島三郎特別公演（2005年9月、梅田芸術劇場）
- あかね空（2005年12月、新歌舞伎座） - 文太・長太 役
- 五重塔（2007年1月、京都四條南座）